# توتا دي دانان

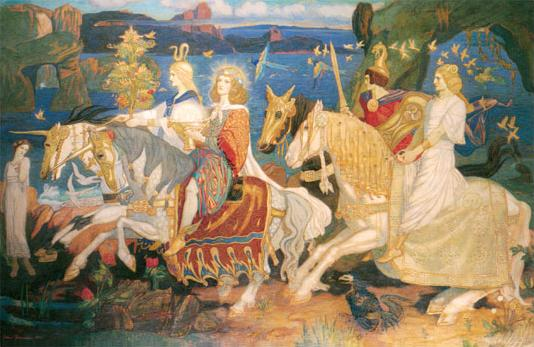
توتا دي دانان كما هو مبين في رسم جون دنكان "فرسان من عيون الفجيرة" (1911)

توتا دي دانان (بالإنجليزية: Tuath(a) Dé Danann)‏ وحسب اللفظ الأيرلندي: توها دي دانان (بالأيرلندية: t̪ˠuəhə dʲeː d̪ˠan̪ˠən̪ˠ)؛ عادة ما تترجم «شعب الإلهة دانو»، المعروفة أيضًا في وقت سابق باسم تواث دي أي «قبيلة الآلهة»، هي سلالة خارقة في الأساطير الأيرلندية. ويعتقد أنها تمثل أهم الآلهة قبل المسيحية في الغالية الأيرلندية.
تشكل توتا دي دانان صفات الآلهة التي ظهرت في عدد من الأشكال في جميع أنحاء العالم الكلتي. تسكن توتا دي في العالم الآخر ولكنها تتفاعل مع البشر وعالم الإنسان. المنافسين التقليديين لتوتا هم فومويري Fomoire (أو فوموري Fomorii)؛ وتمثل الفومويري الفئة الضارة أو المدمرة لقوى الطبيعة. كل عضو من توتا دي يرتبط مع ميزة معينة من ميزات الحياة أو الطبيعة، وتظهر لدى العديد منهم أكثر من ميزة واحدة. يمثل الكثير منهم أسميًا بعض الجوانب المختلفة من الإلهة والبعض الآخر تمثل أسماء أو صفات إقليمية. تم تسجيل الكثير من الأساطير الأيرلندية بواسطة الرهبان المسيحيين وتم التعديل عليهم إلى حد ما.
غالبًا ما يتم تصوير توتا دي كملوك وملكات أبطال من الماضي البعيد ذوو قوى خارقة للطبيعة أو الذين كان لهم الفضل في وقت لاحق. في أوقات أخرى تفسر كالملائكة الساقطين الذين كانوا ليس مع جانب الخير ولا الشر. ومع ذلك، أقر بعض كتاب العصور الوسطى بأنهم كانوا آلهة. هناك قصيدة في كتاب لينستر تسرد العديد منهم، ولكن تنتهي بـ«على الرغم من أن [المؤلف] يعددهم لا يعبدهم».
اسم داغدا يشرح كما معناه «الرب الجيد». بريجيت تسمى «الآلهة التي تعبد من قبل الشعراء»، في حين كل من غويبنيو، كريدني ولوتشتا يشار إليهم بـTrí Dé Dána («آلهة الحرف الثلاثة»), تظهر شخصيات مثل لوغ، موريغان، أينغوس، مانانّان في مجموعة حكايات قرون على حدة، وتظهر لديهم كل علامات الخلود. لديهم أيضا عوالم موازية من البانثيونز مع شعوب الكلت الأخرى: على سبيل المثال نوادا هو لفظ مقارب للآلهة البريطانية نودينس; ولوغ مقارب مع آله عموم الكت لوغوس; بريجيت مع بريجانتيا; تويرين مع تارانيس; أوغما مع أوغميوس؛ بادب مع كاتوبودوا.
أصبح توتا دي في نهاية المطاف Aos Sí أو «جنيات» في وقت لاحق من الفولكلور.

## التسمية
في الأيرلندية القديمة كلمة تواث (الجمع توتا) يعني «شعب، قبيلة، أمة»; دي مضاف إليه من ديا، اعتمادا على السياق، يمكن أن تعني «إله، آلهة» أو على نطاق أوسع «كيان خارق، كيان للعبادة».
في الكتابات المبكرة، كان يشير إلى العرق الأسطوري تواث دي Tuath Dé (الجمع توتا دي). ومع ذلك، أستخدم الرهبان الأيرلنديين مصطلح توتا دي ليشير إلى بنو إسرائيل، بمعنى «شعب الله». على ما يبدو لتفادي الخلط مع بنو إسرائيل، بدأت الكتاب بالرجوع إلى الأشارة للعرق الأسطوري كما تواث دي دانّان (الجمع توتا دي دانان). الأيرلندية القديمة تنطق [t̪uaθa d̪ʲeː d̪anan̪] والأيرلندية الحديثة تنطق تلفظ أيرلندي: ‎[t̪ˠuə(hi) dʲeː d̪ˠan̪ˠən̪ˠ]‏ في الغرب والشمال تلفظ أيرلندي: ‎[t̪ˠuəhə dʲeː d̪ˠan̪ˠən̪ˠ]‏ في الجنوب.
ويعتقد عمومًا بأن كلمة دانّان يمكن أن يكون مضاف إليه أسمًا مؤنثًا، لا يرفع. وقد أعيد بناؤها كـدانو، آنو (المضاف إليه انّان) قد يكون شكل بديل. أنو يسمى «الآلهة الأم الايرلندية». وقد تكون مرتبطة بالأسطورة الويلزية الشكل دون. وأيضًا لدى الأساطير الهندوسية إلهة تدعى دانو، التي قد تكون موازية للهندو أوروبية. غير أن إعادة التشكيل هذه ليست مقبولة عالميًا. وقد تم اقتراح أيضًا بأن دانان هو خلط بين دان («المهارة، الحرفة») وأسم الآله انّان. الاسم كذلك موجود كـدونان و دومنان, التي قد تشير إلى الأصل بروتو-كلت *دون, والتي تعني «الأرض» (مقارنة مع الكلمة الأيرلندية القديمة الأرض، دومان). قد يكون هناك ارتباط مع أساطير فير دومنان  والبريطانية دومنوني.

## التاريخ الأسطوري
ينحدر التوتا دي دانان من نيميد، سكان أيرلندا السابقين. الذين جاءوا من أربع مدن من شمال أيرلندا—فالياس، غورياس، مورياس وفينياس—حيث حصلوا على المهارات السحرية والصفات المميزة.
وفقًا لـ Lebor Gabála Érenn، فأنهم جاءوا إلى أيرلندا «بواسطة السحب الداكنة» و «سقطوا على جبال كونمايكن راين في كوناكت»، من ناحية أخرى جبل الحديد، «أحضروا الظلام على الشمس لمدة ثلاثة أيام وثلاث ليال». وأحرقوا السفن على الفور «لكي لا يفكروا بالتراجع؛ غطى الدخان والضباب الذي جاء من السفن الأراضي المجاورة. لذلك كان يتصور بأنهم قد وصلوا في سحب من ضباب».

قصيدة Lebor Gabála Érenn تقول في وصولهم:
الرب هو الذي عانى منهم، على الرغم من أنه كبح جماحهم
هبطوا مع الرعب، مع العمل السامي،
في سحابتهم من أشباح القتال الأقوياء،
على جبل كونمايكن القافر.
دون تمييز هبطوا أيرلندا،
دون السفن، دورة حقيقة قاسية لم تكن معروفة تحت سماء النجوم،
سواء كانوا من السماء أو من الأرض.

قاتلوا بقيادة ملكهم، نوادا، في معركة ما تويريذ الأولى على الساحل الغربي، وهزموا وشردوا السكان الأصليين فير بلوغ، ثم سكنوا أيرلندا. فقد نوادا ذراعه في المعركة بواسطة بطل الفيربلوغ سرينج. منذ أن أصبح نوادا لم يعد الشخص الذي "لا تشوبه شائبة"، فليس بأمكانه أن يستمر كملك وحل محله نصف-فوموريان بريس والذي تحول إلى طاغية. قام الطبيب ديان سيتشت بأستبدال ذراع نوادا المقطوعة بأخرى فضية وتمكن من أستعادة منصبه كملك. ولكن أبن ديان سيتشت, مياتش كان غير راضي بالأستبدال فقرأ تعويذة ault fri halt dí & féith fri féth" (مفصل لمفصل منها وعصب لعصب)، والتي تسببت في نمو اللحم حول الذراع الفضية على مدى تسعة أيام وليال. ومع ذلك، وفي نوبة غضب وغيرة قام ديان سيتشت بذبح ابنه. بسبب استعادة نوادا منصب الملك، اشتكى بريس لعائلته ولوالده، وتم أرسال إيلاثا، للألتماس المساعدة من بالور ملك الفوموريان.
خاضت توتا دي دانان معركة ما تويريذ الثانية ضد الفوموريان. وفيها تم قتل نوادا على يد ملك الفوموريان بالور ذو العين السامة، ولكن بالور قتل نفسه عن طريق لوغ, بطل توتا دي، الذي تولى منصب الملك.
خاضوا المعركة الثالثة ضد الموجة اللاحقة من الغزاة، الميليسيان القادمون من الشمال الغربي من شبه الجزيرة الايبيرية (اليوم غاليسيا شمال البرتغال)، أحفاد ميل إيسباين (والذين يعتقد بأن يمثلون الجودية الكلتية). واجه الميليسيان ثلاثة آلهة من توتا دي دانان، إيريو, بانبا, فلودلا, والتي طلبت بتسمية الجزيرة بأسمهن.
أزواجهن الثلاثة، ماك كويل, ماك سيتشت, ماك جريين, كانوا ملوك توتا دي دانان في ذلك الوقت، طلبوا هدنة لمدة ثلاثة أيام، وخلالها يرسوا الميليسيان على مسافة تسع موجات من الشاطئ. أمتثل الميليسيان للطلب، ولكن توتا دي دانان قاموا بخلق عاصفة سحرية لمحاولة طردهم بعيدًا. وقام شاعر ميليسيان أميرغين بتهدأة البحر بشعره، ثم نزل شعبه لليابسة وهزموا التوتا دي دانان في تايلتيو. ودعا أميرغين إلى تقسيم الأراضي بين توتا دي دانان وشعبه وقام بذكائه بتخصيص الجزء فوق سطح الأرض للميليسيان والجزء تحت الأرض لتوتا دي دانان.

## الكنوز الأربعة
جلب التوتا دي دانان معهم أربعة كنوز سحرية إلى أيرلندا، واحدة لكل من المدن الأربعة:
- مرجل داغده
- رمح لوغ
- حجر فال
- سيف الضوء

## توتا دي دانان ملوك أيرلندا السامين
فيما يلي التسلسل الزمني لتاريخ السادة الأربعة؛ استنادًا لأطول-عهد Forus Feasa ar Erinn لـجيفري كيتنغ. عهد نوادا الأصلي يفتقر إلى الدقة لتاريخ البدء.
- نوادا (العهد الأول) AFM غير معروف-1897 قبل الميلاد؛ FFE غير معروف-1477 قبل الميلاد
- بريس AFM 1897-1890 قبل الميلاد؛ FFE 1477-1470 قبل الميلاد
- نوادا (العهد النهائي) AFM 1890-1870 قبل الميلاد؛ FFE 1470-1447 قبل الميلاد
- لوغ AFM 1870-1830 قبل الميلاد؛ FFE 1447-1407 قبل الميلاد
- أوتشايد أولاثايرAFM 1830-1750 قبل الميلاد؛ FFE 1407-1337 قبل الميلاد
- ديلبايث AFM 1750-1740 قبل الميلاد؛ FFE 1337-1327 قبل الميلاد
- فياتشا AFM 1740-1730 قبل الميلاد؛ FFE 1327-1317 قبل الميلاد
- ماك كويل، ماك سيتشت، ماك غريين AFM 1730-1700 قبل الميلاد؛ FFE 1317-1287 قبل الميلاد